# John Mykkanen
John Cary Mykkanen (Anaheim, 8 settembre 1966) è un ex nuotatore statunitense.

## Carriera
Fortemente specializzato nello stile libero, vinse la medaglia d'argento sulla distanza dei 400m alle Olimpiadi di Los Angeles 1984.

## Palmarès
- Giochi olimpici estivi

Los Angeles 1984: argento nei 400m stile libero.